# Noteriades quinquecostatus
Noteriades quinquecostatus is een vliesvleugelig insect uit de familie Megachilidae. De wetenschappelijke naam van de soort is voor het eerst geldig gepubliceerd in 1912 door Strand.
De soort is bekend uit Congo-Kinshasa, Equatoriaal Guinea, Gabon, de Centraal-Afrikaanse Republiek en Ivoorkust.